# Leung Ting
Leung Ting (28 de febrero de 1947) es el fundador y presidente de la Asociación Internacional del Wing Tsun (International Wing Tsun Association).
Leung escogió llamar Wing Tsun a sus enseñanzas para poder diferenciarlas de otras escuelas de Wing Chun, y para poder mantener su propio estilo de sistema Wing Tsun.
Entre los logros realizados a lo largo de su vida fuera de la enseñanza y la escritura sobre el Wing Tsun, Leung ha sido un Director de lucha en algunos films de Hong Kong.
Leung apareció en el episodio número 1 en el show televisivo llamado Mind, Body & Kick Ass Moves transmitido por la cadena de la BBC.
También ha aparecido en numerosos documentales sobre las Artes Marciales.
Fue alumno de Leung Sheung, uno de los alumnos más famosos del gran maestro del Wing Chun, Ip Man.

## Obra
- Wing Tsun Kuen. Wu Shu-Verlag, 1998, ISBN 392755300X.
- Siu-Nim-Tau. Wu Shu-Verlag, 2003, ISBN 392755359X.
- Cham-Kiu. Wu Shu-Verlag, 2005, ISBN 3927553603.
- Biu-Tze. Leung's Publications, Hongkong 2003, ISBN 962728476-9 (en inglés)